# Акі-Матильда Хьоґ-Дам
Акі-Матильда Хьоґ-Дам (дан. Aki-Matilda Høegh-Dam, 17 жовтня 1996, Гіллеред, Данія) — данська політична діячка, член Фолькетингу, представник Гренландії.

## Із життєпису
Походить із родини рибалки та вчительки початкових класів. Наймолодша дитина у родині, має двох братів та двох зведених сестер. Середню освіту здобула у 2014 році, навчалася у Сісіміуті та Нууку. У 2019 році закінчила Копенгагенський університет. Проживає у Нууку, Гренландія. Володіє данською, гренландською та англійською мовами. Учасниця конкурсу «Міс Данія» 2015 року, посіла 6 місце.

## Політична кар'єра
На парламентських виборах 2019 року, набравши 3 467 голосів, обрана одним із двох представників від Гренландії до Фолькетингу (парламент Данії), зайнявши місце Алеки Хаммонд. На момент обрання їй виповнилося 22 роки. Підтримує прагнення Гренландії до незалежності.
Повторно обрана на виборах до парламенту Данії 2022 року, здобувши на підтримку 6 670 голосів (33,8 %).